# Капітан Зірвиголова
«Капітан Зірвиголова́» (фр. Capitaine Casse-Cou) — пригодницький історичний роман французького письменника Луї Буссенара, написаний 1901 року. Друга частина серії творів про пригоди француза Жана Гранд'є, на прізвисько Капітан Зірвиголова.
Історична повість розповідає про війну за незалежність двох бурських республік, Трансвааля та Оранжевої, проти англійських колонізаторів. Образ доктора Тромпа, гуманіста і бійця народної армії, носить риси автопортрета письменника.
Пригоди Зірвиголови були написані під враженням від історії життя бурського офіцера-розвідника і диверсанта Дані Терона.

## Анотація
Життя Жана Гранд'є насичена пригодами. Відкривши золоті розсипи у Клондайку, він повернувся на батьківщину у Францію казково багатим. Але, одержимий спрагою подорожей, Жан не може жити спокійно. Створивши загін добровольців із таких же хлопчаків, як і він, Жан вирушає у Південну Африку воювати проти англійських завойовників, де здійснює карколомні подвиги, повністю виправдовуючи своє прізвисько — Капітан Зірвиголова.
Перша книга про пригоди Жана Гранд'є називається «Крижане пекло» (1900), третя — «Герой Махахового кургану» (або «Жан Оторва з Малахова кургану», 1900).

## Переклад українською
У 1957 році книга була перекладена Є. Дроб'язком. Вийшла у видавництві «Молодь». Неодноразово перевидавалася. 2010 року у перекладі І. Л. Базилянської видавничим домом «Школа». До книги відразу увійшли два пригодницькі твори — Зірвиголова та «П'ятнадцятирічний капітан» Жюля Верна. Це ж видавництво випускало й інші тиражі ще до цього — у 2004 році.